# Wilbich
Wilbich is een dorp in de Duitse gemeente Schimberg in Thüringen. De gemeente maakt deel uit van het Landkreis Eichsfeld.  Wilbich wordt voor het eerst vermeld in een oorkonde uit 1316. Samen met vijf andere gemeenten fuseerde het dorp in 1997 tot de gemeente Schimberg. 